# Alben Barkley
Alben William Barkley (Lowes (Kentucky), 24 november 1877 – Lexington (Virginia), 30 april 1956) was een Amerikaans politicus die van 1949 tot 1953 als vicepresident van de Verenigde Staten diende.
Geboren in grote armoede wist Barkley zich in zijn thuisstaat Kentucky op te werken tot een vooraanstaand advocaat. Politiek behoorde hij tot de Democratische Partij. Hij was lid van het Huis van Afgevaardigden (1913-1927) en van de Senaat (1927-1949). Als leider van de meerderheidsfractie was hij erg belangrijk bij de goedkeuring van de New Deal-wetten en allerlei oorlogsmaatregelen. Hij diende in die functie van 1937 tot 1947. Barkley speelde ook een belangrijke rol in het vergaren van oorlogskrediet voor Groot-Brittannië, toen Amerika zelf nog niet actief deelnam aan de Tweede Wereldoorlog. Hij leidde ook een onderzoek naar de aanval op Pearl Harbor en was lid van het comité van het Congres dat besloot om te gaan met de oorlogsmisdaden van de nazi's. In die hoedanigheid bezocht hij ook kort na de oorlog concentratiekamp Buchenwald. De ervaring die hij daar opdeed leidde ertoe dat hij in een later stadium achter de vestiging van de staat Israël stond.

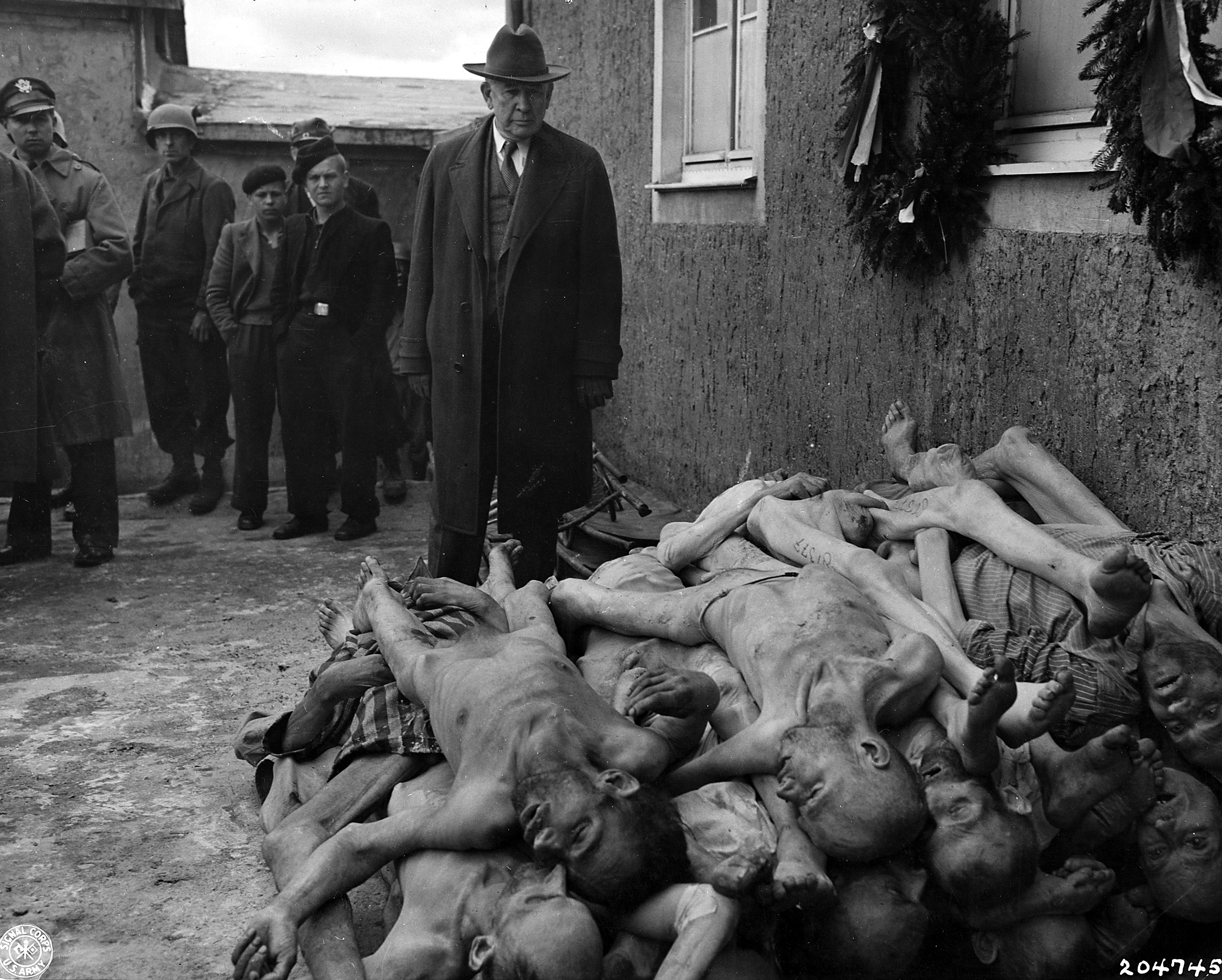
Senator Barkley, als lid van het onderzoekscomité van de Senaat, bezoekt het Duitse concentratiekamp kort na de bevrijding.

Barkley kwam in 1944 toch in aanvaring met president Roosevelt toen deze zijn veto uitsprak over nieuwe belastingwetgeving, omdat hij de belasting te laag vond. Barkley trad daarop af als meerderheidsleider. Hij keerde terug in die positie toen de Senaat het veto van Roosevelt tenietdeed door met een tweederdemeerderheid voor te stemmen. In datzelfde jaar werd zijn naam genoemd als kandidaat voor de Democratische Partij voor het vicepresidentschap, maar Roosevelt koos voor Truman.
President Harry Truman koos hem als running mate bij zijn herverkiezing in 1948. Hierdoor diende Barkley als vicepresident van 1949 tot 1953. Als vicepresident werd hij geregeld op de hoogte gehouden van de politieke aangelegenheden en zetelde hij in de National Security Council. In 1952 was Barkley korte tijd kandidaat voor het presidentschap, maar werd niet genomineerd omwille van zijn hoge leeftijd.
Vanaf 1955 tot aan zijn overlijden zetelde Barkley opnieuw in de Senaat. Omdat hij recent gekozen was had hij zitting in de achterste bankjes van de Senaat, een uniek feit voor een oud meerderheidsleider. Barkley overleed terwijl hij een speech hield op een politieke conventie in Lexington, Virginia.

## Persoonlijk
Dorothy Brower Barkley, de eerste vrouw van Barkley overleed in 1947. Gedurende zijn vicepresidentschap hertrouwde hij met de 34 jaar jongere Jane Hadley Barkley
Adams ·
Jefferson ·
Burr ·
Clinton ·
Gerry ·
Tompkins ·
Calhoun ·
Van Buren ·
R.M. Johnson ·
Tyler ·
Dallas ·
Fillmore ·
King ·
Breckinridge ·
Hamlin ·
A. Johnson ·
Colfax ·
Wilson ·
Wheeler ·
Arthur ·
Hendricks ·
Morton ·
Stevenson ·
Hobart ·
Roosevelt ·
Fairbanks ·
Sherman ·
Marshall ·
Coolidge ·
Dawes ·
Curtis ·
Garner ·
Wallace ·
Truman ·
Barkley ·
Nixon ·
L.B. Johnson ·
Humphrey ·
Agnew ·
Ford ·
Rockefeller ·
Mondale ·
Bush ·
Quayle ·
Gore ·
Cheney ·
Biden ·
Pence ·
Harris ·
Vance
- Biblioteca Nacional de España: XX5619799
- Bibliothèque nationale de France: cb155766964 (data)
- CiNii: DA05378075
- Gemeinsame Normdatei: 118657259
- International Standard Name Identifier: 0000 0001 0653 794X
- Library of Congress Control Number: n79056767
- National Archives and Records Administration: 10580389
- Nationale Bibliotheek van Israël: 987007279724805171
- Nationale Bibliotheek van Polen: a0000002498402
- Nederlandse Thesaurus van Auteursnamen: 070251576
- SNAC: w62j6b45
- Système universitaire de documentation: 172307627
- Trove: 790124
- Biographical Directory of the United States Congress: B000145
- Virtual International Authority File: 35730573
- WorldCat: E39PBJrKTjkTqjHjCtCfvRMQMP